# Конгантиев, Молдомуса Ташболотович
Молдомуса Ташболотович Конгантиев (31 марта 1958, Майли-Сай, Джалал-Абадская область — 12 февраля 2022) — министр внутренних дел Кыргызстана, генерал-лейтенант милиции.

## Биография

### Образование
Окончил юридический факультет Киргизского государственного университета. Кандидат юридических наук.

### Карьера в органах МВД
С 1979 года служил в органах внутренних дел, работал охранником отделения госбанка, дежурным, участковым инспектором, оперуполномоченным и старшим уполномоченным ОБХСС. С 1993 года — заместитель начальника ОВД города Джалал-Абад, с 1995 года — начальник отдела уголовного розыска УВД Джалал-Абадской области, с 1998 года — начальник отдела кадров этого же УВД, затем занимал различные руководящие должности в центральном аппарате и местных органах МВД.
После Тюльпановой революции Молдомуса Конгантиев в 2005 году был назначен начальником ГУВД города Бишкека, в этой должности оставался до января 2008 года.

### Министр внутренних дел
В январе 2008 года назначен министром внутренних дел Кыргызской Республики.
6 апреля 2010 года вылетел в город Талас, в котором проходили выступления оппозиции. В ночь с 6 на 7 апреля был захвачен оппозиционерами и жестоко избит. Через несколько дней выкуплен женой за 40 000 долларов США и переправлен в соседний Казахстан.

### Арест
26 апреля 2010 года сотрудники Госкомитета национальной безопасности Кыргызстана совместно с ФСБ задержали в Москве Молдомусу Конгантиева, затем он был доставлен в бишкекский аэропорт «Манас». Обвинялся по статьям УК Кыргызстана «превышение должностных полномочий» и «служебная халатность» в связи с апрельскими событиями 2010 года. Тем не менее 5 июля 2019 года суд оправдал бывшего министра внутренних дел.

### Смерть
Молдомуса Конгантиев скончался 12 февраля 2022 года в возрасте 63 лет, от остановки сердца.

### Семья
Был женат на Базаркуль Нурбаевой (скончалась 21 января 2021 года), имел дочь и сына.